# Joaquín Otamendi
Joaquín Otamendi Machimbarrena (San Sebastián, 1874-Madrid, 11 de junio de 1960) fue un arquitecto español que realizó gran parte de su obra en Madrid.

## Biografía
Nació en 1874, en el municipio español de San Sebastián.
Es conocido por haber diseñado junto con el arquitecto Antonio Palacios (compañero suyo de estudios) el edificio del Palacio de Comunicaciones de la plaza de Cibeles. Ambos arquitectos hicieron juntos gran parte de su obra arquitectónica en Madrid. Fue hermano del ingeniero industrial José María Otamendi (con el que colaboró en algunas ocasiones) y Julián Otamendi, también arquitecto, así como del ingeniero de caminos Miguel Otamendi (constructor del primer Metro en Madrid). Participó en la construcción del Edificio España.
Falleció el 11 de junio de 1960, en Madrid.

## Obras

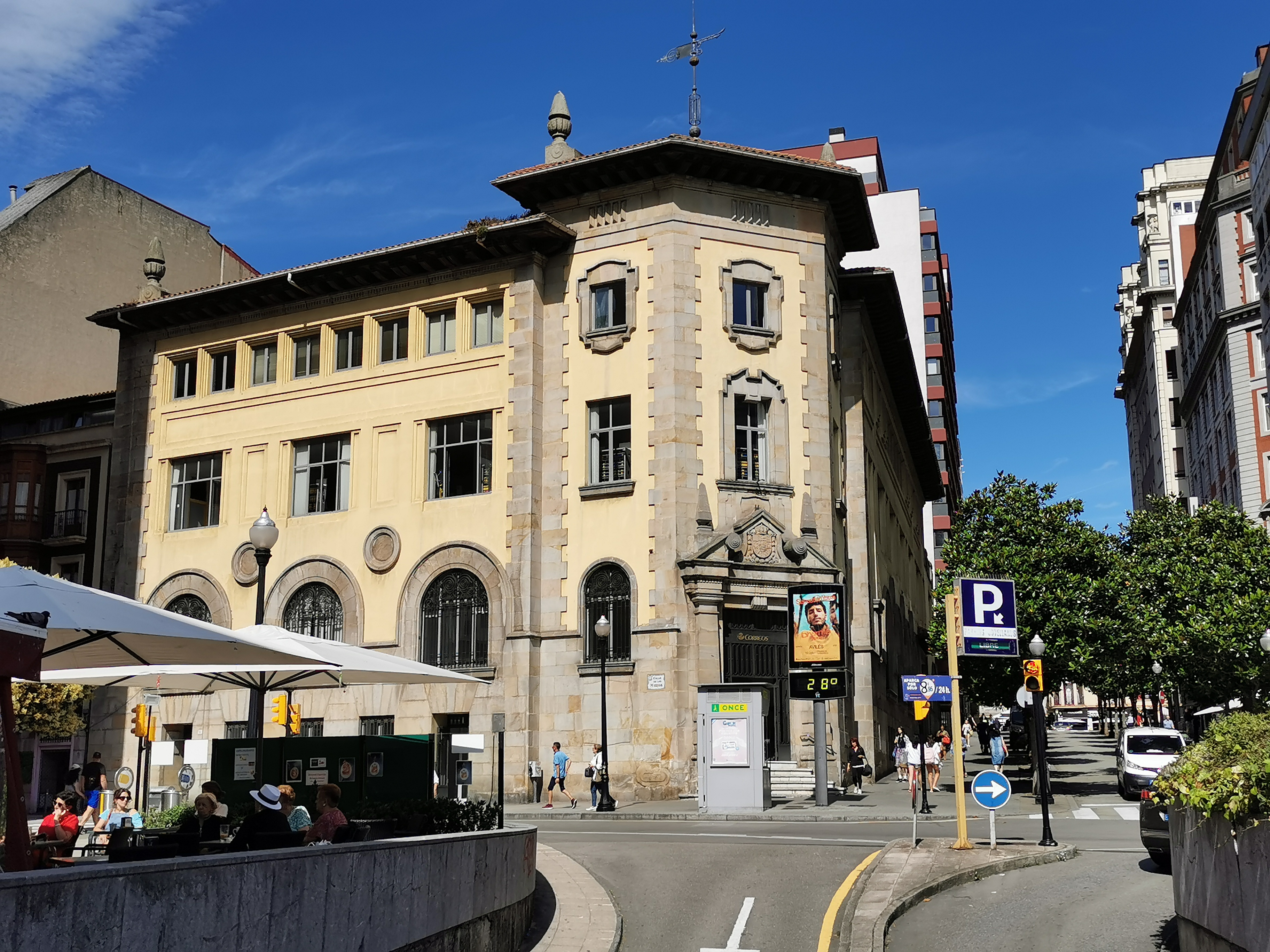
Casa de Correos, plaza del Seis de Agosto, Gijón (1928)

Alguna de las obras de Otamendi son:
- Hospital de Jornaleros de Madrid, en colaboración con Antonio Palacios (1908 y 1919)
- Banco Río de la Plata en 1918 (actual sede del Instituto Cervantes en la calle de Alcalá)
- Gran Teatro de Huelva (1923)
- Palacio de Comunicaciones de Madrid, en colaboración con Antonio Palacios (actual Ayuntamiento de Madrid)
- El edificio de Correos y Telégrafos de La Coruña
- Edificio de Correos y Telégrafos de Gijón (1928)